# Eremophila platycalyx
Eremophila platycalyx är en flenörtsväxtart som beskrevs av Ferdinand von Mueller. Eremophila platycalyx ingår i släktet Eremophila och familjen flenörtsväxter. Inga underarter finns listade i Catalogue of Life.